# Jahrbuch der Deutschen Schillergesellschaft
Das Jahrbuch der Deutschen Schillergesellschaft wird seit 1957 von der Deutschen Schillergesellschaft in Marbach am Neckar herausgegeben. Seit Band 49 (2005) stehen die Bände, zusätzlich zur weiterhin bestellbaren physischen Ausgabe, auch im Open-Access zum Download zur Verfügung.
Die älteren Jahrgänge wurden größtenteils vom Internet Archive digitalisiert und können dort nach einer kostenlosen Registrierung online eingesehen (ausgeliehen) werden.
| Jahrgang                 | Jahr | archive.org-Link                                           |
| ------------------------ | ---- | ---------------------------------------------------------- |
| 1. Jg.                   | 1957 |                                                            |
| 2. Jg.                   | 1958 | https://archive.org/details/jahrbuchderdeuts0000unse_b5t2/ |
| 3. Jg.                   | 1959 |                                                            |
| 4. Jg.                   | 1960 | https://archive.org/details/jahrbuchderdeuts0000unse_o2c2/ |
| 5. Jg.                   | 1961 |                                                            |
| 6. Jg.                   | 1962 | https://archive.org/details/jahrbuchderdeuts0000unse_z1p3/ |
| 7. Jg.                   | 1963 | https://archive.org/details/jahrbuchderdeuts0000unse_n2s3/ |
| 8. Jg.                   | 1964 | https://archive.org/details/jahrbuchderdeuts0008unse/      |
| 9. Jg.                   | 1965 | https://archive.org/details/jahrbuchderdeuts0000unse_n4o1/ |
| 10. Jg.                  | 1966 | https://archive.org/details/jahrbuchderdeuts0010unse/      |
| 11. Jg.                  | 1967 |                                                            |
| 12. Jg.                  | 1968 | https://archive.org/details/jahrbuchderdeuts0000unse/      |
| 13. Jg.                  | 1969 | https://archive.org/details/jahrbuchderdeuts0013unse/      |
| 14. Jg.                  | 1970 | https://archive.org/details/jahrbuchderdeuts0000unse_z3q2/ |
| 15. Jg.                  | 1971 | https://archive.org/details/jahrbuchderdeuts0000unse_o5l4/ |
| 16. Jg.                  | 1972 | https://archive.org/details/jahrbuchderdeuts0000unse_y7f8/ |
| 17. Jg.                  | 1973 | https://archive.org/details/jahrbuchderdeuts0000unse_j9e1/ |
| 18. Jg.                  | 1974 | https://archive.org/details/jahrbuchderdeuts0000unse_c8i7/ |
| 19. Jg.                  | 1975 | https://archive.org/details/jahrbuchderdeuts0019unse/      |
| 20. Jg.                  | 1976 | https://archive.org/details/jahrbuchderdeuts0020unse/      |
| Gesamtregister 1957–1976 |      | https://archive.org/details/jahrbuchderdeuts0000unse_y2e4/ |
| 21. Jg.                  | 1977 | https://archive.org/details/jahrbuchderdeuts0021unse/      |
| 22. Jg.                  | 1978 | https://archive.org/details/jahrbuchderdeuts0000unse_l5r0/ |
| 23. Jg.                  | 1979 | https://archive.org/details/jahrbuchderdeuts0000unse_u8w3/ |
| 24. Jg.                  | 1980 | https://archive.org/details/jahrbuchderdeuts0000unse_f6u1/ |
| 25. Jg.                  | 1981 | https://archive.org/details/jahrbuchderdeuts0000unse_u9w6/ |
| 26. Jg.                  | 1982 | https://archive.org/details/jahrbuchderdeuts0000unse_d4h9/ |
| 27. Jg.                  | 1983 | https://archive.org/details/jahrbuchderdeuts0000unse_s8o0/ |
| 28. Jg.                  | 1984 | https://archive.org/details/jahrbuchderdeuts0000unse_g6o2/ |
| 29. Jg.                  | 1985 | https://archive.org/details/jahrbuchderdeuts0000unse_v1j2/ |
| 30. Jg.                  | 1986 | https://archive.org/details/jahrbuchderdeuts0000unse_d6w2/ |
| 31. Jg.                  | 1987 | https://archive.org/details/jahrbuchderdeuts0000unse_b9x1/ |
| 32. Jg.                  | 1988 | https://archive.org/details/jahrbuchderdeuts0000unse_b1u5/ |
| 33. Jg.                  | 1989 | https://archive.org/details/jahrbuchderdeuts0000unse_i3y5/ |
| 34. Jg.                  | 1990 | https://archive.org/details/jahrbuchderdeuts0000unse_p6x0/ |
| 35. Jg.                  | 1991 | https://archive.org/details/jahrbuchderdeuts0000unse_x2n5/ |
| 36. Jg.                  | 1992 | https://archive.org/details/jahrbuchderdeuts0000unse_i1a8/ |
| 37. Jg.                  | 1993 | https://archive.org/details/jahrbuchderdeuts0000unse_k9p1/ |
| 38. Jg.                  | 1994 | https://archive.org/details/jahrbuchderdeuts0000unse_f2h8/ |
| 39. Jg.                  | 1995 | https://archive.org/details/jahrbuchderdeuts0000unse_f9e6/ |
| 40. Jg.                  | 1996 | https://archive.org/details/jahrbuchderdeuts0000unse_d3n2/ |
| Gesamtregister 1957–1996 |      | https://archive.org/details/jahrbuchderdeuts0000unse_y7u0/ |
| 41. Jg.                  | 1997 | https://archive.org/details/jahrbuchderdeuts0000unse_d2q3/ |
| 42. Jg.                  | 1998 | https://archive.org/details/jahrbuchderdeuts0000unse_b6g8/ |
| 43. Jg.                  | 1999 | https://archive.org/details/jahrbuchderdeuts0000unse_q4t5/ |
| 44. Jg.                  | 2000 | https://archive.org/details/jahbruchderdeuts0044kron       |
| 45. Jg.                  | 2001 |                                                            |
| 46. Jg.                  | 2002 | https://archive.org/details/jahbruchderdeuts0046kron/      |
| 47. Jg.                  | 2003 |                                                            |
| 48. Jg.                  | 2004 | https://archive.org/details/jahrbuchderdeuts0000deut_l7b9  |